# L'Espagne
L'Espagne fue un libro de viajes de 1874 de Charles Davillier, ilustrado por Gustave Doré.

## Descripción
La obra fue publicada en 1874 en París, impresa por la librería Hachette. Era producto de un viaje acometido en 1862 por el barón Davillier, acompañado de Gustave Doré, por España. El contenido del libro había sido publicado por entregas entre 1862 y 1873, antes de aparecer en el volumen completo de L'Espagne, en la revista Le Tour du monde. Fue uno de los diversos libros de viajes por España editados en el siglo XIX. Se publicaría más adelante con el título Voyage en Espagne par Gustave Doré et le Baron Ch. Davillier.